# Ciência indígena
A ciência indígena refere-se aos sistemas de conhecimento e práticas dos povos indígenas, que estão profundamente enraizados em suas tradições culturais e compreensão das relações de um território ou lugar das Nações Indígenas. A ciência indígena é a aplicação e interseção do conhecimento indígena e da ciência. Em ecologia, isso às vezes é chamado de conhecimento ecológico tradicional. A ciência indígena é holística, seguindo os mesmos métodos da ciência ocidental, incluindo (mas não limitado a): observação, previsão, interpretação, questionamento. Porém, enquanto o método científico ocidental busca um distanciamento do objeto ou fenômeno, o pensamento indígena é essencialmente relacional: o fenômeno é percebido “em termos de relações que o ligam as forças naturais e a todas as formas de vida".
Apesar das contribuições enquanto “herança coletiva da experiência humana com o mundo natural", a ciência indígena muitas vezes foi desvalorizada pelo establishment científico ocidental. Segundo Catherine Odara Hoppers, há um histórico silenciamento dos métodos holísticos, “estratégias que impediram a coexistência e o intercâmbio frutífero” da ciência ocidental com outros sistemas de conhecimento.
No entanto, tem havido um crescente reconhecimento nas últimas décadas da importância de incorporar perspectivas indígenas e sistemas de conhecimento na prática científica dominante, particularmente em campos como ecologia e gestão ambiental. O termo establishment é freqüentemente usado na Austrália para se referir aos principais partidos políticos e também aos poderes por trás desses partidos. No livro, Anti-political Establishment Parties: A Comparative Analysis de Amir Abedi (2004), Amir Abedi refere-se ao Partido Trabalhista e aos Partidos de Coalizão (o Partido Liberal e o Partido Nacional/País) como partidos do establishment.

## Tradicional e científica
O conhecimento e as experiências indígenas têm sido tradicionalmente transmitidos oralmente de geração em geração. Este ponto de vista tem sido empregado por cientistas e formuladores de políticas para adotar novos paradigmas para a interpretação e gestão humana dos processos naturais. Embora existam diferenças no uso e na estrutura entre a ciência indígena e o conhecimento científico, a ciência indígena tem uma base empírica e tem sido tradicionalmente usada para prever e compreender o mundo.
O conceito de ciência indígena se fundamenta na ideia de que cada cultura tem sua própria ciência e compreensão do mundo. Gregory Cajete argumenta que as tradições indígenas têm sido historicamente observadas a partir da percepção ocidental e, para que seja possível entender, de fato, essas culturas, “deve-se ser capaz de ver através de suas lentes e ouvir suas histórias em suas vozes e através de suas experiências". Segundo o autor, embora não haja (ou não precise haver) termo nas línguas indígenas que remetam à “ciência”, a ciência indígena mantém sua importância para a vida nativa, ao ser vista enquanto processo de conhecimento e compreensão da realidade, que se acumula ao longo do tempo. Assim, a ciência indígena é essencialmente relacional: resulta da percepção adquirida a partir da experiência e da relação com o mundo. Trata-se de uma “metáfora para uma ampla variedade de processos tribais de percepção, pensamento, ação e o “’vir a conhecer’”.
Entre as áreas que são englobadas pela ciência indígena, segundo Cajete, estão aquelas relacionadas às “plantas, animais e fenômenos naturais”, como astronomia, lavoura, criação de animais, caça, pesca, metalurgia, geologia, plantas medicinais, mas também a outros aspectos da vida humana, como espiritualidade, comunidade, criatividade, tecnologia. Trata-se de um “mapa da realidade natural derivado da experiência de milhares de gerações”.

### Licenciaturas Interculturais Indígenas
É crescente o número de estudantes autodeclarados indígenas nas universidades brasileiras, um aumento de 374% entre 2011 e 2021, segundo dados do último Censo divulgado pelo Instituto Brasileiro de Geografia e Estatística (IBGE). No período, as matrículas desses estudantes passaram de 9.764 para 46.252. Além da presença de indígenas em cursos “tradicionais” como direito, medicina, engenharia, entre outros, as universidades brasileiras têm absorvido a demanda por formação de professores indígenas, em nível universitário. Os cursos de Licenciaturas Interculturais surgiram a partir da reivindicação dos povos indígenas por Educação Superior e pelo acesso à Educação Escolar Indígena Qualificada e diferenciada:
“Os cursos de licenciaturas interculturais, além de compor a agenda da oferta qualificada de Educação Escolar Indígena nas comunidades indígenas, têm-se constituído como parte da luta desses povos por Educação Superior e, consequentemente, das respostas do Estado brasileiro ao atendimento dessa demanda”.
Segundo informações do MEC são mais de 20 cursos de licenciatura indígena no país. Os cursos de Licenciatura Indígena buscam garantir o diálogo entre saberes indígenas e não indígenas a fim de valorizar os conhecimentos de cada povo, apresentando ferramentas para revitalização de línguas indígenas, formando em nível superior professores para lecionarem nos últimos anos do Ensino Fundamental e no Ensino médio nas escolas indígenas das aldeias em diversas áreas do conhecimento, entre elas: ciências da natureza, matemática, ciências sociais, humanidades, línguas, artes e literatura.
Esses cursos superiores surgem como resultado de um histórico de lutas e políticas públicas que datam desde antes da constituição federal de 1988, que garante aos povos indígenas o direito à cidadania plena e o reconhecimento de sua identidade diferenciada e sua manutenção. Temos diversas legislações sendo criadas com objetivo de reconhecer, validar e promover a educação indígena de acordo com suas particularidades, tanto na formação de alunos dos ensinos fundamental e médio, quanto para formação de professores em cursos superiores. Passando pela Lei de Diretrizes e Bases (LDB), pelo Conselho Nacional de Educação (CNE) e pelo Plano Nacional de Educação (PNE). Como resultado de anos na implementação de políticas públicas diversas nessa área, em 2005 o Ministério da Educação (MEC), lança o Programa de apoio à Formação Superior e Licenciaturas Indígenas, fomentando instituições de Educação Superior de todo país a proposta projetos de Cursos de Licenciaturas específicas para formação de professores indígenas e de Permanência de alunos indígenas.
Além da presença de indígenas no ensino superior, seja em cursos “tradicionais” e/ou em cursos interculturais, temos dentro do movimento de aproximação da produção científica da academia com os conhecimentos tradicionais. Parte desse movimento é refletida com a titulação de Doutor honoris causa a notórias lideranças indígenas como o Xamã indígena do povo yanomami Davi Kopenawa e Ailton Krenak da etnia Krenak.

#### Universidades com Cursos de Licenciatura Indígena
- Universidade do Estado da Bahia (UNEB) - Licenciatura Intercultural em Educação Escolar Indígena (LICEEI) e Pedagogia Intercultural em Educação Escolar Indígena (PIEEI).[16]
- Universidade Estadual de Mato Grosso do Sul (UEMS) – Licenciatura em Pedagogia Intercultural, ofertado na unidade Amambai;[17] Agroecologia Intercultural para os Povos Indígenas do Pantanal (bacharelado) ofertado na Unidade Universitária de Aquidauana; Agroecologia Intercultural, (tecnológico) para Indígenas Apenados em Regime Semiaberto e Indígenas não Apenados de Dourados.[18]
- Universidade Estadual de Roraima (UERR) - Curso de Licenciatura em Ciências Humanas com ênfase na Educação Indígena, na modalidade da Educação à Distância-EaD.[19]
- Universidade Estadual do Amazonas (UEA) – Curso de Pedagogia - Licenciatura Intercultural Indígena.[20]
- Universidade Estadual do Maranhão (UEMA) - “Licenciatura Intercultural para a Educação Básica Indígena em Ciências da Linguagem”, ofertado no Polo de Grajaú; “Licenciatura Intercultural para a Educação Básica Indígena em Ciências da Natureza”, ofertado no Polo de Santa Inês; “Licenciatura Intercultural para a Educação Básica Indígena em Ciências Humanas”, ofertado no Polo de Barra do Corda.[21]
- Universidade Estadual do Mato Grosso (UNEMAT) - Licenciatura Intercultural Indígena, com três habilitações: Línguas, Artes e Literatura; Ciências Matemáticas e da Natureza; e Ciências Sociais, além da Pedagogia Intercultural Indígena.[22]
- Universidade Estadual do Pará (UEPA) - Licenciatura Intercultural Indígena nas áreas de Ciências Humanas e Sociais; Ciências da Natureza e Matemáticas; Linguagens e Artes, oferecido pelo Núcleo de Formação Indígena (NUFI).[23]
- Universidade Federal da Bahia (UFBA) – Curso de Licenciatura Intercultural Indígena com habilitações em três áreas: Humanidades, “Artes, Linguagens e Literaturas” e Matemática e Ciências da Natureza.[24]
- Universidade Federal da Grande Dourados (UFGD) - Curso de Licenciatura Intercultural Indígena, com habilitações em quatro áreas do conhecimento: Ciências Humanas, Linguagens, Matemática e Ciências da Natureza.[25]
- Universidade Federal de Alagoas (Uneal) - Curso de Pedagogia Intercultural Indígena, a, vinculado ao Programa Nacional de Formação de Professores da Educação Básica (Parfor).[26]
- Universidade Federal de Mato Grosso (UFMT) - Curso de Graduação em Licenciatura Intercultural Indígena, vinculado ao Instituto de Ciências Humanas e Sociais, Campus Universitário do Araguaia.[27]
- Universidade Federal de Mato Grosso do Sul (UFMS) - Curso de Licenciatura Intercultural Indígena no Câmpus de Aquidauana.[28]
- Universidade Federal de Minas Gerais (UFMG) - Curso de Formação Intercultural para Educadores Indígenas oferecido na Faculdade de Educação, com quatro áreas de habilitação: Línguas, Artes e Literaturas; Matemática; Ciências da Vida e da Natureza; e Ciências Sociais e Humanidades.[29]
- Universidade Federal de Pernambuco (UFPE) - Curso Licenciatura Intercultural Indígena instalado no Centro Acadêmico do Agreste (CAA), com enfoque nas áreas de Línguas, Artes e Literatura; Ciências da Natureza e Matemática; e Ciências Sociais.[30]
- Universidade Federal de Roraima (UFRR) – Possui o Instituto Insikiran de Formação Superior Indígena, exclusivo para a formação indígena. São ofertados Cursos de Licenciatura Intercultural Indígena nas áreas de Ciências Sociais,  Comunicação e Artes, Ciências da Natureza e Pedagogia.[31][32]
- Universidade Federal de Santa Catarina (UFSC) - Curso Licenciatura Intercultural Indígena do Sul da Mata Atlântica – Guarani, Kaingang e Xokleng/Laklãnõ.[33]
- Universidade Federal do Acre (UFAC) - Curso de Licenciatura Indígena - Campus Floresta, com três áreas de formação: Linguagens e Artes, Ciências da Natureza e Humanidades; complementadas por uma área transversal comum, as Ciências da Educação.[34]
- Universidade Federal do Amapá (UNIFAP) - Licenciatura Intercultural Indígena (CLII), com cursos nas áreas de Linguagens e Códigos, Ciências Humanas e Ciências Exatas e da Natureza.[35]
- Universidade Federal do Amazonas (UFAM) – Cursos de Licenciatura Indígena Políticas Educacionais e Desenvolvimento Sustentável vinculados ao Instituto de Filosofia, Ciências Humanas e Sociais (IFCHS), com turmas de acordo com a territorialidade linguística: Baniwa, Nheengatu, Tukano, Yanomami e Sateré-Mawé.[36]
- Universidade Federal do Espírito Santo (UFES) - Curso de Licenciatura Intercultural Indígena, com Habilitações nas áreas de Ciências Sociais e Humanidades; Artes, Linguagens e Comunicação, e Ciências da Natureza e Matemática.[37]

#### Educação Indígena e Educação Escolar Indígena
Ao criar a categoria “Escola Indígena” em 1999, definindo as Diretrizes Curriculares Nacionais da Educação Escolar Indígena, o Conselho Nacional de Educação reconheceu a distinção entre Educação Indígena e Educação Escolar Indígena. Enquanto processo, a Educação Indígena corresponde aos modos de socialização e de compartilhamento coletivo de valores e saberes, sem depender, portanto, de uma instituição responsável por tal tarefa, assumida por todos os integrantes da comunidade. A Educação Escolar Indígena, por sua vez, assegurada pela Constituição de 1988, busca atender ao direito das sociedades indígenas a uma educação escolar “diferenciada, específica, intercultural e bilíngüe”, que respeite os valores, crenças, costumes e tradições das comunidades indígenas.
As Diretrizes Nacionais para o funcionamento das escolas indígenas determinam que as escolas devem ter organização própria, atender exclusivamente a comunidade onde está instalada, com ensino nas línguas maternas. A implantação das escolas, por sua vez, é exclusivamente por iniciativa da comunidade, a partir de sua reivindicação ou anuência.

## Em ecologia
A Ciência Indígena é frequentemente usada pelo termo "conhecimento ecológico tradicional". No entanto, a ciência indígena refere-se a um pensamento multicontextual. Apesar de se referir a um termo dado por cientistas ocidentais para explicar mais sobre ecologia é uma boa representação de uma categoria de ciência indígena.
O estudo da Ecologia enfoca as relações e padrões entre os organismos em seu ambiente, que é um aspecto fundamental da Ciência Indígena. O objeto da ecologia é um bom ponto inicial para ver os diferentes caminhos de ligação entre a ciência indígena e a ciência ocidental. No entanto, como esse conhecimento é baseado no local, é importante entender que os vários saberes podem variar dependendo das perguntas e respostas necessárias. Muitas vezes é visto na ciência ocidental, a combinação de duas ciências para criar um novo sujeito com uma nova forma de compreensão. Por exemplo, a etnobiologia combina a biologia com a ecologia, permitindo que os etnobotânicos utilizem métodos de conhecimento indígena e botânica para fins de identificação e classificação de espécies. O uso da ecologia também pode ser um ótimo começo ao tentar entender a perspectiva do pensamento holístico, pensando em impactos, como o declínio da população de peixes afeta a natureza, a cadeia alimentar e os ecossistemas costeiros.
Um outro exemplo nessa linha é o da socioecologia e o da cosmopolítica, expressivas da concepção, frequente no pensamento de grupos indígenas da Amazônia, das Américas e da África, de que não há a cisão entre o domínio cultural, pertencente aos seres humanos, e o natural, pertencente aos outros seres que habitam os ecossistemas. Tal separação, encontrada inclusive em políticas públicas voltadas à restauração e conservação de ecossistemas, tende a trazer resultados não tão frutíferos no longo prazo, além de isolar os grupos indígenas de seus territórios originais e a enxergar a biodiversidade apenas em uma perspectiva utilitarista. Há um campo bastante fértil de colaboração entre a ciência da conservação e as ciências indígenas, na medida em que diferentes povos e etnias mantiveram determinados ecossistemas e suas biodiversidades durante milênios. 
"A ciência ocidental há pouco começou a investigar a comunicação inter e multi-espécies e o intercâmbio cultural entre humanos e outros animais, mas os especialistas indígenas praticam isso há muito tempo. Evidências científicas substanciais da Tanzânia e Moçambique, por exemplo, mostram como os caçadores de mel se comunicam e estabelecem relações com pássaros que os guiam até os ninhos de abelhas, e como essas relações se estabeleceram ao longo de gerações de humanos e pássaros."
A ciência indígena ajudou a enfrentar os desafios ecológicos tais quais a restauração do salmão, gerenciamento de aves marinhas, surtos de hantavírus, e combate a incêndios florestais. Há registro também de como alguns povos indígenas oriundos da Amazônia conseguiram efetuar mudanças de pequena dimensão em alguns ecossistemas da região, utilizando abordagens alternativas à da Ciência Ocidental. "Alguns exemplos notáveis são o manejo de florestas culturais, os solos antropogênicos altamente férteis, conhecidos como Terras Pretas, as obras de terra monumentais e de larga escala, os sistemas agroflorestais, e o cultivo e a diversidade de outras relações com plantas cultivadas localmente e globalmente."

## Ciências baseadas no lugar
A ciência indígena, ao contrário da ciência ocidental, difere em perspectiva porque a ciência indígena é subjetiva e não reducionista e objetiva como é a ciência ocidental. O que isso significa é que a compreensão de ciência de uma pessoa é holisticamente baseada em seu território, práticas culturais e experiências/ensinamentos ao longo da vida.
Essa compreensão nos cenários contemporâneos tem levado à colaboração entre comunidades indígenas e cientistas em projetos, "indigenizando" o método científico. Isso permite que os projetos liderados por indígenas e o trabalho comunitário respeitem e legitimem seus conhecimentos e entendimentos.
Estudos de climatologia fizeram uso do conhecimento tradicional (Qaujimajatuqangit) entre os Inuit ao estudar mudanças de longo prazo no gelo marinho.
Assim como na ecologia, o conhecimento indígena tem sido usado em áreas biológicas, incluindo comportamento animal, evolução, fisiologia, histórias de vida, morfologia, conservação da vida selvagem, saúde da vida selvagem e taxonomia.
A ciência indígena, frequentemente marginalizada na narrativa científica predominante, está ganhando cada vez mais atenção devido à sua abordagem holística e profundamente conectada ao meio ambiente. Ao contrário da ciência ocidental, que é frequentemente vista de forma reducionista e objetiva, a ciência indígena integra aspectos culturais, espirituais e sociais das comunidades. Esse tipo de conhecimento não se restringe apenas à observação dos fenômenos naturais, mas busca compreender a interdependência entre o ser humano, a terra e todos os elementos que nela habitam. Essa visão mais abrangente e integrada de como o mundo funciona está baseada em um entendimento mais complexo e relacional da natureza. O saber indígena é transmitido por meio de práticas culturais e experiências adquiridas ao longo de muitas gerações, com base na vivência direta no território. Assim, a aprendizagem não se dá por um processo formal ou acadêmico, mas por meio de práticas cotidianas, como o manejo da terra, a caça, a pesca, o cultivo de plantas e o uso medicinal das espécies locais. 
Além disso, muitas dessas tradições incluem uma perspectiva filosófica sobre o equilíbrio e a sustentabilidade, considerando o ambiente natural como uma extensão do ser humano e do espírito coletivo. Em tempos recentes, tem-se observado uma crescente colaboração entre cientistas e comunidades indígenas, com o objetivo de integrar os saberes tradicionais aos métodos científicos modernos. Este processo tem sido chamado de "indigenização" da ciência, no qual os conhecimentos indígenas são respeitados e incorporados nos projetos de pesquisa, garantindo que o trabalho feito dentro dessas comunidades seja culturalmente apropriado e validado pelas suas próprias perspectivas. Esse tipo de colaboração não só enriquece as pesquisas científicas, mas também fortalece as tradições e o legado dos povos indígenas. 
Exemplos disso podem ser encontrados em diversos campos, como a climatologia. No Canadá, por exemplo, os Inuit têm utilizado seu vasto conhecimento sobre os padrões de gelo marinho para prever mudanças ambientais e compreender melhor os efeitos das alterações climáticas. O conhecimento que os Inuit possuem sobre os ciclos de congelamento e descongelamento do gelo, e sobre a adaptação de espécies que habitam essa região, é profundamente valioso para cientistas que buscam estudar os impactos da mudança climática em ecossistemas vulneráveis. Essa integração entre saberes tradicionais e a ciência moderna tem contribuído para o entendimento dos processos ambientais de longo prazo. Além disso, o conhecimento indígena também tem sido utilizado na biologia e na ecologia, com foco em aspectos como a taxonomia, conservação da vida selvagem e comportamento animal. Muitas práticas de manejo sustentável de florestas e biodiversidade aplicadas por povos indígenas, como aqueles da Amazônia, têm demonstrado uma abordagem muito mais equilibrada e sustentável em comparação com os métodos de exploração intensiva promovidos por modelos de desenvolvimento ocidentais. As práticas de cultivo, como a rotação de culturas e a agrofloresta, são um reflexo de uma visão integrada da agricultura, que leva em conta a preservação dos ecossistemas locais e a continuidade da biodiversidade. 
Embora essas práticas e conhecimentos indígenas sejam, na maioria das vezes, valorizados por suas contribuições à sustentabilidade e conservação ambiental, há um longo caminho a percorrer para que esses saberes sejam reconhecidos de maneira plena e respeitosa no âmbito da ciência global. A desvalorização e a marginalização desses conhecimentos persistem, muitas vezes, devido ao preconceito contra as formas de conhecimento não acadêmicas e ao entendimento de que a ciência moderna, baseada em métodos empíricos e quantitativos, é a única forma de saber legítima. No entanto, cada vez mais estudiosos e ativistas reconhecem que as abordagens indígenas oferecem alternativas valiosas, principalmente em tempos de crises ambientais globais, como as mudanças climáticas. 
Dessa forma, o saber indígena propõe uma abordagem integrada para resolver problemas globais, considerando as relações humanas com a natureza e a interdependência entre todas as formas de vida. Ao respeitar e incorporar esses conhecimentos nos processos científicos, há uma oportunidade de avançar em direção a soluções mais equilibradas e sustentáveis, nas quais diferentes formas de conhecimento possam coexistir e contribuir para o bem-estar coletivo. É importante frisar que o valor do conhecimento indígena vai além das práticas culturais, abrangendo também uma cosmovisão que integra a vida humana e não humana em um ciclo contínuo e interconectado. Em muitas culturas indígenas, as relações com os seres não humanos — sejam eles animais, plantas ou elementos naturais — são vistas como interdependentes, o que resulta em práticas de manejo que priorizam a sustentabilidade e a harmonia com o ambiente. Na atualidade, as terras indígenas continuam a ser reconhecidas por sua contribuição significativa para a preservação ambiental, sendo um refúgio para a biodiversidade global. 
Muitas dessas áreas ainda são mantidas de forma eficaz, com base no conhecimento indígena sobre como proteger e renovar os recursos naturais. Ao mesmo tempo, a luta pela garantia dos direitos territoriais indígenas se mantém, pois esses povos são frequentemente pressionados por processos de desenvolvimento que colocam em risco suas terras e modos de vida. Finalmente, a integração do conhecimento indígena com a ciência moderna representa uma oportunidade para reconectar as comunidades humanas com o planeta de uma maneira mais respeitosa e sustentável. Para que isso aconteça de forma eficaz, é necessário o reconhecimento e a validação dos saberes indígenas como formas legítimas de conhecimento, com respeito aos direitos e à autonomia dos povos indígenas em suas próprias terras.

## Astronomia indígena
Astronomia indígena é o nome dado ao uso e ao estudo de assuntos astronômicos e seus movimentos por grupos indígenas. Esse campo engloba a cultura, o conhecimento tradicional e a astronomia. A astronomia tem sido praticada por grupos indígenas para criar calendários astronômicos que informam sobre o clima, a navegação, a migração, a agricultura e a ecologia. Além dos usos em calendários, as constelações têm nomes e histórias que informam cerimônias e estruturas sociais com significados culturais específicos e profundos para os respectivos grupos indígenas.
A astronomia indígena é um aspecto dos sistemas de conhecimento indígena, que são usados para explicar e prever a natureza. Ela envolve a noção de uma relação viva com o céu, os objetos e processos celestes. Essa relação viva é um produto de tradições de observação e participação de longa data, reconhecendo a espiritualidade e a relação dentre os seres vivos.
Pesquisas sobre o conhecimento, as tradições e as práticas da astronomia indígena revelaram as informações científicas e sociais que as caracterizam. Em alguns grupos indígenas, as informações são consideradas sagradas ou só podem ser compartilhadas em épocas específicas ou por membros de idades ou gêneros específicos. Portanto, compartilhar determinados conhecimentos astronômicos com não indígenas pode ser inadequado, e as informações astronômicas disponíveis são apenas aquelas fornecidas livremente pelos proprietários tradicionais indígenas aos pesquisadores.
As astronomias indígenas são diversas em suas especificidades, mas encontram pontos em comum em alguns temas, práticas e funções em narração de histórias. No caso da astronomia aborígene, por exemplo, os anciãos Kamilaroi e Euahlayi revelam que a Emu no Céu, uma constelação sombria, informa sobre o comportamento das emus, as maiores aves nativas do território australiano, bem como as mudanças sazonais, com consequências para a economia de alimentos e eventos cerimoniais, como pode ser visto no quadro abaixo.
| Mês              | Posição                                                              | Interpretação |
| ---------------- | -------------------------------------------------------------------- | --- |
| Abril-Maio       | Emu sobe.                                                            | Perseguindo a ema macho para acasalar. |
| Junho-Julho      | Alta no céu, aproximadamente horizontal em relação ao horizonte sul. | Macho sentado no ninho para incubar os ovos (56-59 dias). Usado para estimativas de coleta de ovos de ema.                                                           |
| Agosto-Setembro  | Ema perpendicular ao horizonte sudeste.                              | Emu macho levantando-se do ninho quando os filhotes eclodem. Indica quando a cerimônia Bora é realizada.                                                             |
| Outubro-Novembro | Baixa no horizonte. O bojo galáctico é visível.                      | O bojo galáctico representa o traseiro da ema sentado em um bebedouro, deslocando a água e secando a terra. Isso indica o início dos meses quentes e secos do verão. |

O posicionamento entre agosto e setembro indica quando a cerimônia de Bora é realizada. Acredita-se que o local da cerimônia de Bora reflita as principais manchas escuras da ema (cabeça e corpo), como dois círculos de tamanhos diferentes, conectados por um caminho.
O uso de estrelas para navegação marítima é comum entre os grupos indígenas, especialmente aqueles que habitam geografias de ilhas ou arquipélagos. Por exemplo, o povo Bugis da Indonésia usava a presença ou ausência de determinadas estrelas e seus horários de nascimento e desaparecimento como pontos de bússola, em concordância com outros sinais, como padrões de ondas, ventos e nuvens. Por exemplo, a ausência de Bembé' é, a cabra (o Coalsack), previa tempo calmo. A astronomia polinésia também utilizava bússolas estelares como os Buganese, com a memorização de “estrelas-guia” específicas e suas direções de nascimento e desaparecimento no horizonte.
A astronomia foi usada em muitas culturas para desenvolver calendários lunares. Grupos polinésios e tribos do sul da África usavam a ascensão helíaca das estrelas das Plêiades para regular as atividades agrícolas e cerimoniais.

## Tecnologias indígenas
A definição de tecnologia é "a aplicação do conhecimento científico para fins práticos, especialmente na indústria". Isso implicaria que, quando uma tecnologia indígena foi desenvolvida, a ciência ou conhecimento dela veio primeiro. Existem muitos exemplos de tecnologias indígenas que foram desenvolvidas para uso específico com base em sua localização e cultura, como: jardins de mariscos, açudes de peixes, árvores culturalmente modificadas (CMTs), teares, têxteis, joias etc. Também é importante notar que essas tecnologias não eram tão simples quanto fornecer experiências turísticas, mas abrangem uma ampla variedade de assuntos, como: agricultura e maricultura, pesca, manejo florestal e exploração de recursos, técnicas de manejo atmosférico e terrestre.
Os povos indígenas desenvolveram, ao longo dos séculos, uma enorme ama de tecnologias adaptadas às suas necessidades específicas, culturas e ambientes naturais. Tais tecnologias abrangem diversos campos, incluindo agricultura, pesca, construção, medicina e artesanato, refletindo um profundo entendimento e respeito pela natureza. Na Mesoamérica, civilizações como os astecas e maias implementaram sistemas agrícolas sofisticados, como as chinampas, que são ilhas artificiais construídas em lagos rasos para cultivo intensivo. De um ponto de vista da história da tecnologia, esse tipo de método permitia a produção agrícola eficiente e sustentável, maximizando o uso do solo disponível. 
No Brasil, compreende-se que os povos indígenas desenvolveram técnicas agrícolas adaptadas às diversas regiões do país. Por exemplo, o uso do sistema de roçado, que envolve a queimada controlada para renovar a fertilidade do solo, é uma prática tradicional que demonstra um conhecimento profundo dos ciclos naturais e da sustentabilidade ambiental.  Assim, comunidades indígenas ao longo do Rio Amazonas desenvolveram técnicas de pesca que respeitam os ciclos naturais dos peixes, garantindo a sustentabilidade dos recursos pesqueiros. Essas práticas incluem o uso de armadilhas e redes feitas de materiais naturais, além de períodos de defeso para permitir a reprodução das espécies.
As habitações tradicionais indígenas, como as malocas, são construídas com materiais locais e naturais, como madeira, palha e cipó. Essas estruturas são projetadas para se integrarem ao ambiente, oferecendo conforto térmico e resistência às condições climáticas locais, além de refletirem a cosmovisão e a organização social de cada povo. Já o conhecimento indígena sobre plantas medicinais é vasto e profundamente enraizado na observação e experimentação ao longo de gerações. Por exemplo, o uso do salgueiro-negro para alívio de dores resultou na descoberta da aspirina. Esses conhecimentos não apenas contribuíram para a medicina moderna, mas também destacam a importância da biodiversidade e da conservação ambiental.
A tecelagem, por exemplo, é uma prática comum entre diversos povos indígenas, com técnicas e padrões que variam conforme a região e a cultura. Para ilustrar: os povos do Alto Rio Negro, na Amazônia, produzem tecidos com desenhos geométricos que têm significados simbólicos e são usados em rituais e vestimentas tradicionais.
No contexto da era digital, povos indígenas, cada vez mais, têm adotado tecnologias modernas para preservar e promover suas culturas e línguas. Iniciativas que utilizam inteligência artificial para revitalizar línguas indígenas ameaçadas de extinção exemplificam como a tecnologia pode ser aliada na preservação cultural.  Assim, grupos indígenas têm incorporado ferramentas como satélites, drones e inteligência artificial para monitorar e proteger seus territórios contra invasões ilegais e degradação ambiental. Nesse sentito, tais tecnologias auxiliam na detecção de atividades ilegais, como desmatamento e mineração não autorizada, permitindo ações mais eficazes na defesa de suas terras. Além disso, existe um crescente reconhecimento da importância de integrar os conhecimentos tradicionais indígenas com a ciência ocidental. Essa colaboração resulta em abordagens mais holísticas e sustentáveis para a gestão ambiental, conservação da biodiversidade e entendimento dos ecossistemas.
De maneira geral, apesar de as contribuições significativas, povos indígenas enfrentam desafios no acesso a tecnologias modernas devido a fatores como conectividade limitada e falta de capacitação. Superar esses obstáculos é crucial para que possam utilizar plenamente as ferramentas disponíveis na defesa de seus direitos e na promoção de seu desenvolvimento sustentável.

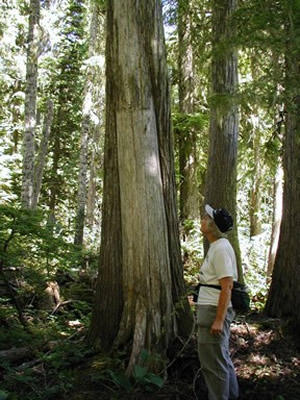
Árvores culturalmente modificadas são quando os recursos de uma árvore são usados de uma forma que não mata a própria árvore

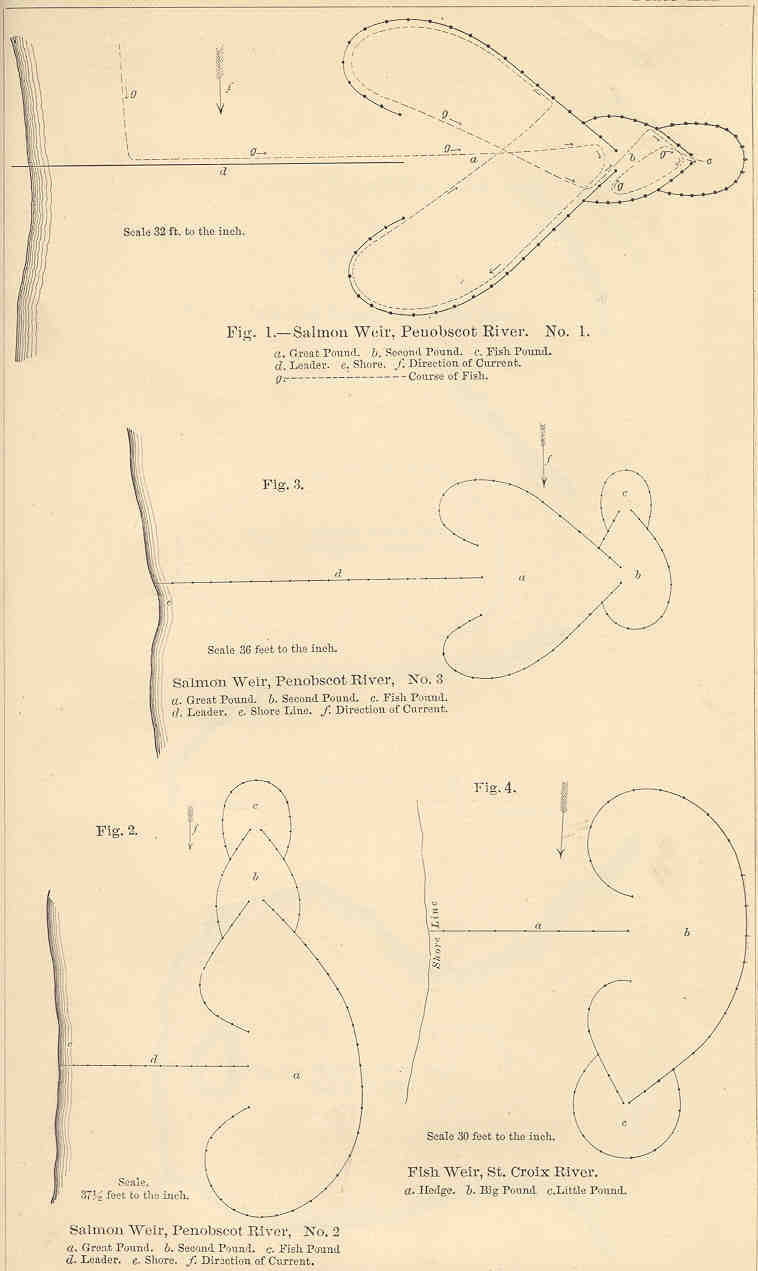
Ilustração de represa de peixes, projetada para guiar o salmão no recinto a ser selecionado a dedo como forma de gerenciar a população de salmões para garantir corridas saudáveis no ano seguinte

## Disputas de saberes
O caso da Usina Hidroelétrica de Belo Monte, localizada em Altamira (PA), é emblemático para exemplificar as disputas entre os sabres tradicionais indígenas sobre a gestão da água e os argumentos da ciência ocidental e do discurso exploratório. O argumento tradicional sobre os malefícios da construção da usina, com a seca que a barragem provocaria, foi rebatido sob os argumentos de que a barragem apenas alaga uma parte do território. O conhecimento indígena inclui uma compreensão detalhada dos ciclos naturais das águas, como cheias e vazantes dos rios. As comunidades puderam destacar como a construção da barragem alteraria esses ciclos, afetando não apenas a pesca, mas também o uso da água para outros fins, como a agricultura. Além do impacto direto na região alagada e o deslocamento de populações tradicionais de seu território de origem, a construção da barragem secou trechos importantes do rio, o que ocasionou perdas na fauna e flora do local. O debate sobre esse tipo de energia ser limpa em comparação à usinas nucleares ou termoelétricas prevaleceu, e após cerca de 40 anos, a usina de Belo Monte foi inaugurada. Os saberes tradicionais que apontavam para os impactos ambientais dessa construção se mostraram reais pouco tempo depois, porém, com pouco espaço para uma ação efetiva em poder reverter o caso.
O conhecimento tradicional indígena sobre os ciclos naturais das águas, como cheias e vazantes, vai além da simples observação dos fenômenos naturais. Ele está profundamente ligado à compreensão dos ritmos da natureza e dos impactos que a intervenção humana pode causar nesse equilíbrio delicado. As comunidades indígenas, com seu entendimento empírico, apontaram que a construção da barragem poderia não apenas alterar esses ciclos, mas também provocar o desaparecimento de áreas de pesca e a escassez de água para agricultura. Esse saber ancestral se baseia na experiência prática de gerações que conviveram com os rios e seus ciclos por milhares de anos, sendo esse conhecimento transmitido oralmente e incorporado ao cotidiano das comunidades. No entanto, os argumentos apresentados pela ciência ocidental e pelo governo federal, que defendiam a construção de Belo Monte, focaram na ideia de que a barragem alagaria apenas uma pequena parte do território e que sua construção era essencial para suprir as crescentes necessidades energéticas do Brasil. 
Defensores da obra alegavam que, ao contrário de usinas nucleares ou termoelétricas, a energia hidrelétrica era uma forma de energia "limpa" e renovável, com menores impactos ambientais. A justificativa para esses argumentos estava ancorada em modelos científicos que consideravam apenas as variáveis quantitativas e econômicas, desconsiderando os impactos sociais e culturais sobre as comunidades locais. A construção de Belo Monte, contudo, gerou sérias consequências ambientais e sociais que foram previstas pelos povos indígenas. A seca de trechos do rio Xingu, causada pela alteração no fluxo das águas devido à construção da barragem, resultou em uma perda significativa na biodiversidade local, afetando diretamente a fauna e flora aquáticas e terrestres. Espécies que dependiam de ambientes específicos, como peixes e plantas aquáticas, sofreram drasticamente com a diminuição da água, o que comprometeu a alimentação e os meios de vida das comunidades ribeirinhas e indígenas. 
Além disso, a inundação de áreas de terra, a desapropriação de territórios indígenas e o deslocamento forçado de centenas de famílias indígenas evidenciaram os impactos diretos do empreendimento, que, embora previsto, não foram totalmente considerados nas etapas iniciais de planejamento. O debate sobre a energia hidrelétrica ser ou não "limpa" comparada a outras formas de geração de energia, como a nuclear ou termoelétrica, permaneceu por décadas, sendo um dos pontos principais da discussão. Durante os anos de construção da Usina, os defensores do projeto insistiram que a hidrelétrica era uma alternativa mais sustentável em comparação a fontes de energia mais poluentes, mas o tempo mostrou que os impactos ambientais, sociais e culturais das hidrelétricas não podem ser desconsiderados, como evidenciado pelos efeitos da Usina de Belo Monte. Após aproximadamente 40 anos de projetos, discussões e resistência, a Usina Hidrelétrica de Belo Monte foi finalmente inaugurada, mas o impacto negativo para as populações indígenas e os ecossistemas da região se revelou mais cedo do que o esperado. O que antes era considerado um cenário de "preocupações exageradas" por parte dos críticos da obra, se provou uma realidade, evidenciando a importância de se considerar as vozes e saberes das comunidades locais, especialmente dos povos indígenas, que foram negligenciados durante o planejamento e execução do projeto. 
Apesar disso, a capacidade de ação dos povos indígenas para reverter ou mitigar os danos foi limitada, pois as decisões sobre a construção já estavam consolidadas e os impactos já eram irreversíveis. Esse caso demonstra a falha do modelo de desenvolvimento que prioriza os interesses econômicos e as visões de mundo ocidentais, sem levar em consideração os saberes tradicionais indígenas que, muitas vezes, têm um entendimento mais amplo e holístico sobre o impacto das ações humanas no meio ambiente. O discurso científico e político da "necessidade de desenvolvimento" muitas vezes esconde os custos sociais e ambientais que esse desenvolvimento acarreta, especialmente quando ele interfere diretamente nos modos de vida de comunidades tradicionais. Além disso, o caso de Belo Monte ilustra a fragilidade da autonomia indígena na tomada de decisões que afetam diretamente seus territórios e modos de vida. Embora os povos indígenas tenham sido fortemente afetados pela construção da usina, a ação efetiva para reverter ou mitigar os danos foi praticamente inexistente, uma vez que os processos legais e a resistência política não tiveram o poder de impedir a construção de um projeto de grande porte. Isso evidencia a luta constante dos povos indígenas não apenas pela proteção de seus direitos territoriais, mas também pela valorização e incorporação de seus saberes tradicionais nas discussões e decisões sobre o uso dos recursos naturais. 
A resistência indígena contra a construção de Belo Monte também expôs o racismo estrutural presente no país, que ainda marginaliza as comunidades indígenas e trata seus saberes como inferiores ou desatualizados, em comparação com o conhecimento técnico e científico ocidental. Essa marginalização de saberes foi um obstáculo significativo para o reconhecimento das vozes indígenas nas discussões políticas e no processo de tomada de decisões. A marginalização dos povos indígenas no Brasil é histórica e está enraizada em práticas coloniais que ainda perduram no presente. 
O tratamento das populações indígenas como "outros" e "selvagens" ainda persiste em várias esferas da sociedade, o que torna a luta por seus direitos ainda mais difícil. Em suma, o caso da Usina Hidrelétrica de Belo Monte é emblemático, pois demonstra a disparidade entre os saberes tradicionais indígenas e a ciência ocidental, além de ressaltar a necessidade urgente de respeitar os direitos e os conhecimentos dos povos indígenas em processos de desenvolvimento. Para que o Brasil alcance um futuro sustentável e justo para todos, é essencial que haja uma maior valorização e integração dos saberes tradicionais nas decisões sobre o uso dos recursos naturais e nas políticas públicas que afetam diretamente as comunidades indígenas.